# Hans Moser (Germanist)

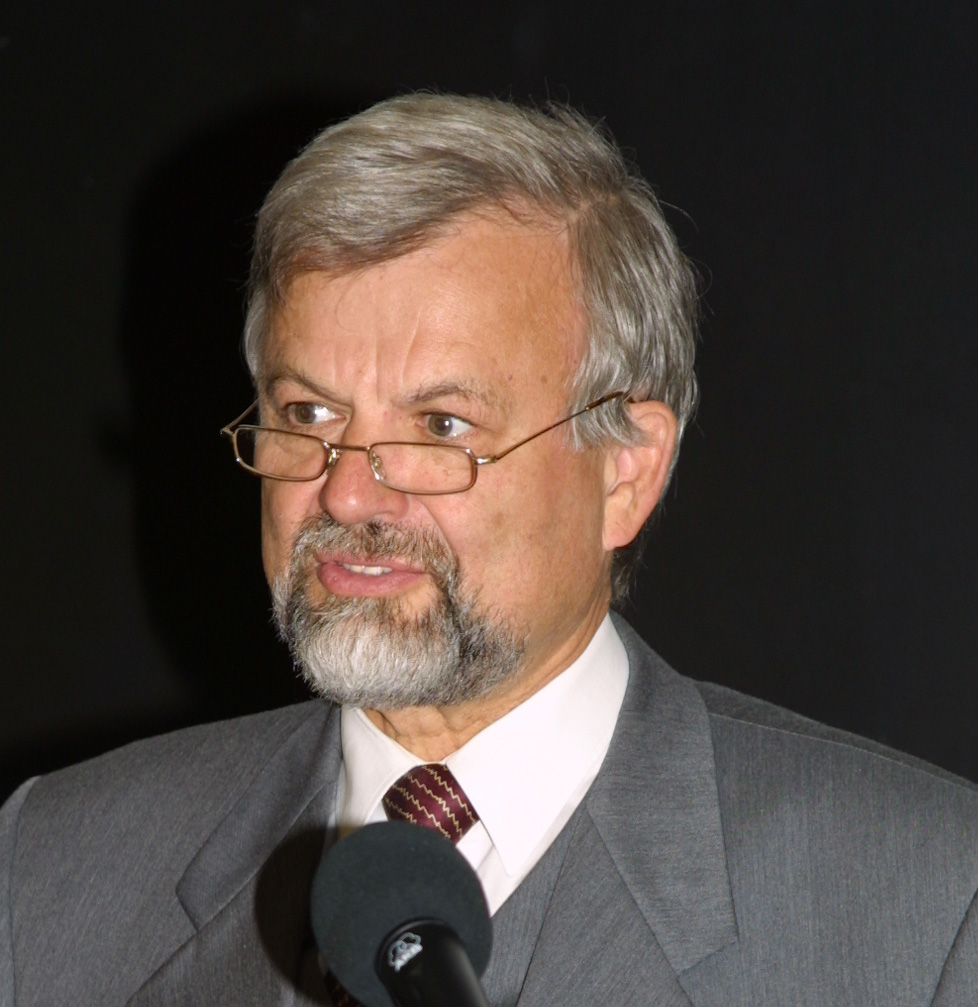
Hans Moser (2002)

Hans Moser (* 4. Januar 1939 in Thiersee) ist ein österreichischer Germanist. Er beschäftigt sich mit Frühneuhochdeutsch, Sprachvariation und Mediävistik. Moser war langjähriger Rektor der Universität Innsbruck und der FH Kufstein.

## Leben
Moser wuchs in Kufstein auf und ging hier zur Schule. Er studierte an der Universität Innsbruck zunächst Germanistik, Geschichte und Philosophie und ersetzte später das Fach Geschichte durch Romanistik (französisch). 1962 promovierte er mit einer dialektologischen Arbeit bei Karl Kurt Klein. Danach war er drei Jahre in Straßburg als Lektor für Civilisation Allemande tätig. Parallel dazu und in den Folgejahren war er Lehrender an den Hochschulkursen Deutsch der Universität Innsbruck in Mayrhofen. Ab 1965 war Moser Assistent am germanistischen Institut der Universität Innsbruck. 1975 reichte er seine Habilitationsschrift zur Sprache der Kanzlei Maximilians I. bei Johannes Erben ein. 1978 war er Gastprofessor an der Universität Augsburg und wurde zum außerordentlichen Professor an der Universität Innsbruck ernannt. 1980 lehnte er einen Ruf an die Universität Passau ab. Zwei Jahre später wurde er zum ordentlichen Professor in Innsbruck berufen. 1982 lehnte er einen weiteren Ruf an die Freie Universität Berlin ab.

## Wirken
Der Sprachwissenschaftler verfasste eine Reihe von mediävistischen Arbeiten, vor allem zu Oswald von Wolkenstein. Sein Schwerpunkt lag aber auf der deutschen Sprache und insbesondere dem Frühneuhochdeutschen. Darüber hinaus beschäftigte er sich zunehmend mit der Variation des Standarddeutschen und mit dem österreichischen Deutsch.
Er ist Mitbegründer und Mitherausgeber einer Germanistischen Reihe im Rahmen der Innsbrucker Beiträge zur Kulturwissenschaft und der Schriften zur deutschen Sprache in Österreich. Von 1982 bis 1989 war er Mitglied der Rechtschreibkommission des Instituts für Deutsche Sprache in Mannheim.
Von 1982 bis 1985 war Moser Dekan der Geisteswissenschaftlichen Fakultät in Innsbruck. Danach wurde er dreimal zum Rektor der Universität Innsbruck gewählt (1991–1993, 1993–1995, 1999–2003). Von 2004 bis 2008 war er Dekan der Philologisch-Kulturwissenschaftlichen Fakultät in Innsbruck und von 2007 bis 2009 Rektor der FH Kufstein. In der Funktionsperiode 2013 bis 2018 war er Mitglied des Universitätsrates der Universität Salzburg.

## Auszeichnungen
- Theodor-Körner-Preis (1976)[1]
- Distinguished Professor der University New Orleans
- Ehrenbürger New Orleans
- Chevalier der Palmes Académiques (2003)[2]
- Ehrenzeichen des Landes Tirol
- Österreichisches Ehrenkreuz für Wissenschaft und Kunst I. Klasse (2014)[3]

## Publikationen
- mit Robert Sedlaczek: Das große Wörterbuch der Tiroler Dialekte. Haymon, Innsbruck, Wien 2020, ISBN 978-3-7099-3457-9.
- mit Robert Sedlaczek: Das Radio Tirol-Wörterbuch der Tiroler Mundarten. Haymon, Innsbruck 2013, ISBN 978-3-85218-948-2.
- Wie eine Feder leicht: Oswald von Wolkenstein – Lieder und Nachdichtungen. Laurin, Innsbruck 2013, ISBN 978-3-902866-05-9.
- mit Ulrich Ammon u. a.: Variantenwörterbuch des Deutschen. Die Standardsprache in Österreich, der Schweiz und Deutschland sowie in Liechtenstein, Luxemburg, Ostbelgien und Südtirol. Walter de Gruyter, Berlin 2004, ISBN 3-11-016575-9.
- mit Norbert Richard Wolf (Hrsg.): Zur Wortbildung des Frühneuhochdeutschen. Ein Werkstattbericht. Innsbruck 1989 (= Innsbrucker Beiträge zur Kulturwissenschaft. Germanistische Reihe, 38).
- Zur Situation des Deutschen in Südtirol. Sprachwissenschaftliche Beiträge zu den Fragen von Sprachnorm und Sprachkontakt. Innsbruck 1982 (= Innsbrucker Beiträge zur Kulturwissenschaft. Germanistische Reihe, 13).
- Die Kanzlei Kaiser Maximilians I. Graphematik eines Schreibusus. Institut für Deutsche Philologie, Innsbruck 1977, ISBN 3-85124-063-4.